# Laborcszög
Laborcszög (1899-ig: Sztrajnyán, szlovákul: Strájňany) Nagymihály város része, egykor önálló község Szlovákiában, a Kassai kerület Nagymihályi járásában.

## Fekvése
Nagymihály központjától 1 km-re északkeletre, a Laborc bal partján található.

## Története
A 18. század végén, 1799-ben Vályi András így ír róla: „STRAJNYÁN. Tót falu Ungvár Várm. földes Ura Gr. Sztáray Uraság, lakosai katolikusok, ’s másfélék; a’ Vármegyeházával díszesíttetik; fekszik Nagy Mihályhoz közel, és annak filiája; határja jó, vagyonnyai külömbfélék, legelője hasznos.”
Fényes Elek 1851-ben kiadott geográfiai szótárában így ír a faluról: „Sztrajnán, orosz falu, Ungh vmegyében, Nagy-Mihállyal összefüggésben: 372 g. kath. lak. F. u. gr. Sztáray Albert.”
1920-ig Ung vármegye Szobránci járásához tartozott.

## Népessége
1880-ban 943 szlovák és 153 magyar anyanyelvű lakta.
1890-ben 1052 szlovák és 150 magyar anyanyelvű élt itt.
1900-ban 1222 szlovák és 84 magyar anyanyelvű lakosa volt.
1910-ben 653 szlovák és 641 magyar anyanyelvű élt itt a további kislétszámú, német, cigány és lengyel nemzetiségek mellett.

## Külső hivatkozások
- Laborcszög Szlovákia térképén

## Lásd még
- Nagymihály
- Kisverbóc
- Mocsár
- Topolyán